# Nadieżda Priwałowa
Nadieżda Michajłowna Priwałowa (ros. Надежда Михайловна Привалова; ur. 14 marca 1908, zm. 29 grudnia 1976) – radziecka animatorka filmów rysunkowych oraz animator-scenograf.

## Życiorys
Uczyła się w Studiu Malarstwa im. I.Je. Riepina, w latach 1930-1932 – w izotechnikum w IZOGIZie. Od 1932 roku była animatorem w studiu Mieżrabpomfilm. Współpracowała z reżyserami Władimirem Sutiejewem, Iwanem Wanowem-Wano oraz  siostrami Walentiną i Zinaidą Brumberg. Od 1936 roku pracowała w  studiu Sojuzmultfilm. Jako animator brała udział w tworzeniu ponad 40 filmów. Od 1957 roku (razem z Tatjaną Sazonową) dyrektor artystyczny filmów rysunkowych Leonida Amalrika. Pochowana na Cmentarzu Piatnickim w Moskwie.

## Wybrana filmografia

### Animator
- 1942: Kino-Cyrk
- 1945: Zaginione pismo
- 1947: Konik Garbusek
- 1948: Szara szyjka
- 1949: Kukułka i szpak
- 1949: Koncert Zosi
- 1949: Obcy głos
- 1950: Gdy na choinkach zapalają się ognie
- 1950: Jeleń i wilk
- 1951: Bajka o królewnie i siedmiu rycerzach
- 1951: Na wysokiej górze
- 1951: Leśni podróżnicy
- 1952: Snieżka
- 1952: Wyrwidąb
- 1953: Koncert w lesie
- 1953: O dzielnej Oleńce i jej braciszku
- 1953: Magiczne zabawki
- 1953: Nieposłuszny kotek
- 1954: Wszystkie drogi prowadzą do bajki
- 1955: Choinka
- 1955: Niecodzienny mecz

### Scenograf
- 1960: O wozie, co każde koło miał inne
- 1962: Dwie bajki
- 1964: Calineczka
- 1966: O hipopotamie, który bał się szczepień
- 1969: Ja chcę słonia